# Bæveregern
Bæveregern (latin: Aplodontidae) er en lille familie med kun én art, bæveregernet (Aplodontia rufa), der lever i Nordamerika (fra det sydvestlige Canada sydpå til Californien).